# M・ジョン・ハリスン
マイケル・ジョン・ハリスン（Michael John Harrison、1945年6月26日 - ）は、イギリスの小説家、SF作家、ファンタジー作家。ファンタジーの大作《ヴィリコニウム》シリーズや、『ライト』、Nova Swingで知られる。
ウォリックシャー州ラグビーで、ウェールズ系の家庭に生まれた。

## 概要
初期の作品はファンタジーであった。1968年から1975年SF雑誌『ニュー・ワールズ』誌の編集者として過ごし、1976年から1986年までピーク・ディストリクトに住んだ。
この場所でハリスンは、ロック・クライミングへの関心に導かれ自伝体の小説 Climbers （1989年）を執筆した。続いて書かれた長編 The Course of the Heart （1991年）と短編 Empty （1995年）はロンドンとピーク・ディストリクトの間を舞台とし、リリカルな文体と場所地域への強い印象、そしてリアリズムとミスティシズムの対立から来る特徴的な緊張感をはらんでいる。
またハリスンは、マイク・ハリスン（Mike Harrison）の名で、イギリスの最も優れたクライマーの一人であるロン・フォーセットの代作者を務めたことがある。
ハリスンは幾つかの短編でマイケル・ムアコックやサイモン・イングスと共著したことがあり、またサイモン・パメルとはショートムービー Ray Gun Fun の脚本で協力した。The Wild Road （1996年）に始まるジェーン・ジョンソン（ガブリエル・キング名義）の4連作アニマルファンタジーは、ハリソンとの共著である。最近ではバーバラ・キャンベル（1001 Nights Cast, 2007年, 2008年）やケイト・マッキントッシュ（Loose Promise, 2007年）のパフォーマンスに素材を提供したりもしている。
デヴォンやウェールズでアダム・リヴリーや紀行文作家ジェームズ・ペリンらと共に、風景描写や自叙伝体に焦点をあて、クリエイティブ・ライティングの指導を行っている。
1991年より『ガーディアン』を初め、『デイリー・テレグラフ』、『タイムズ文芸付録』、『ニューヨーク・タイムズ』などの一般紙でのレビュアーとしての活動も開始する。また短編を文芸誌 Conjunctions や日曜紙『インデペンデント・オン・サンデー』、『タイムズ文芸付録』などにも掲載している。

## 作品

### 《ヴィリコニウム》シリーズ
- The Pastel City（1971) 
  - 『パステル都市』（サンリオSF文庫）
  - 宮崎駿『風の谷のナウシカ』に影響を与えたとされる。
- A Storm of Wings (1980)
- In Viriconium (1982)
- Viriconium Nights (1984) - 短篇集
- Viriconium (1988) - 上作品全てをまとめた決定版
  - 『ヴィリコニウム〜パステル都市の物語』（発行:アトリエサード/発売:書苑新社）

### 《ライト》シリーズ
- Light（2002)
  - 『ライト』（国書刊行会）
  - 2003年ジェイムズ・ティプトリー・ジュニア賞受賞
- Nova Swing (2006) 
  - 2007年アーサー・C・クラーク賞、フィリップ・K・ディック賞受賞

### Tag, the Cat
ジェーン・ジョンソン（ガブリエル・キング名義）との合作。
- The Wild Road (1997)
- The Golden Cat 1998
- The Knot Garden (2000)
- Nonesuch (2001)

### 他長編
- The Committed Men (1971)
- The Centauri Device (1975)
- The Machine in Shaft Ten (1975)
- Climbers (1989)
  - 1989年ボードマン・タスカー山岳文学賞受賞
- The Course of the Heart (1992)
- Signs of Life (1996)
- Things That Never Happen (2002)
- Anima (2005)

### 短篇集
- The Machine in Shaft Ten (1975)
- The Ice Monkey (1985)
- Travel Arrangements (2000)
- Things That Never Happen (2002)